# Praia de Ondina
A praia de Ondina está situada no bairro da Ondina, na capital do estado brasileiro da Bahia, sendo a praia deste bairro que segue a Praia do Cristo.
Esta praia inicia após o restaurante conhecido como Barravento, junto ao morro do Cristo, seguindo até o Clube Espanhol e passando pela região dos hotéis (onde se agrupa uma grande quantidade de hotéis de luxo). Nesta região, tanto as instalações do Clube Espanhol como as instalações da Aeronáutica e dos hotéis, impedem a visão e o acesso a praia.
Após estas passagens vislumbra-se pequenas regiões de praia com mar geralmente cristalino, proporcionando banhos e possibilidade de mergulhos. Durante a vazante surgem algumas piscinas naturais.
As areias são pouco extensas, mas apresentam algumas barracas no trecho sul. Ao norte no sentido do Rio Vermelho existe uma enseada que na maré baixa é propicia ao banho e na maré alta é bastante utilizada pelos surfistas.
A Praia se encontra a cerca de sete quilômetros do centro, banhada pelo Oceano Atlântico.
O bairro onde se encontra esta praia é considerado um bairro nobre, sendo que é nesta região que constitui o circuito do carnaval Barra-Ondina e onde fica o final deste percurso. Inclui ainda o Palácio do Governador, o zoológico da cidade e o Alto de Ondina na entrada do zoológico, onde existe um restaurante e mirante.